# Bulbophyllum mananjarense
Bulbophyllum mananjarense là một loài phong lan thuộc chi Bulbophyllum.